# Gmina Odžaci
Gmina Odžaci (serb. Opština Odžaci / Општина Оџаци) – gmina w Serbii, w Wojwodinie, w okręgu zachodniobackim. W 2018 roku liczyła 27 407 mieszkańców.